# 小菅修船場跡

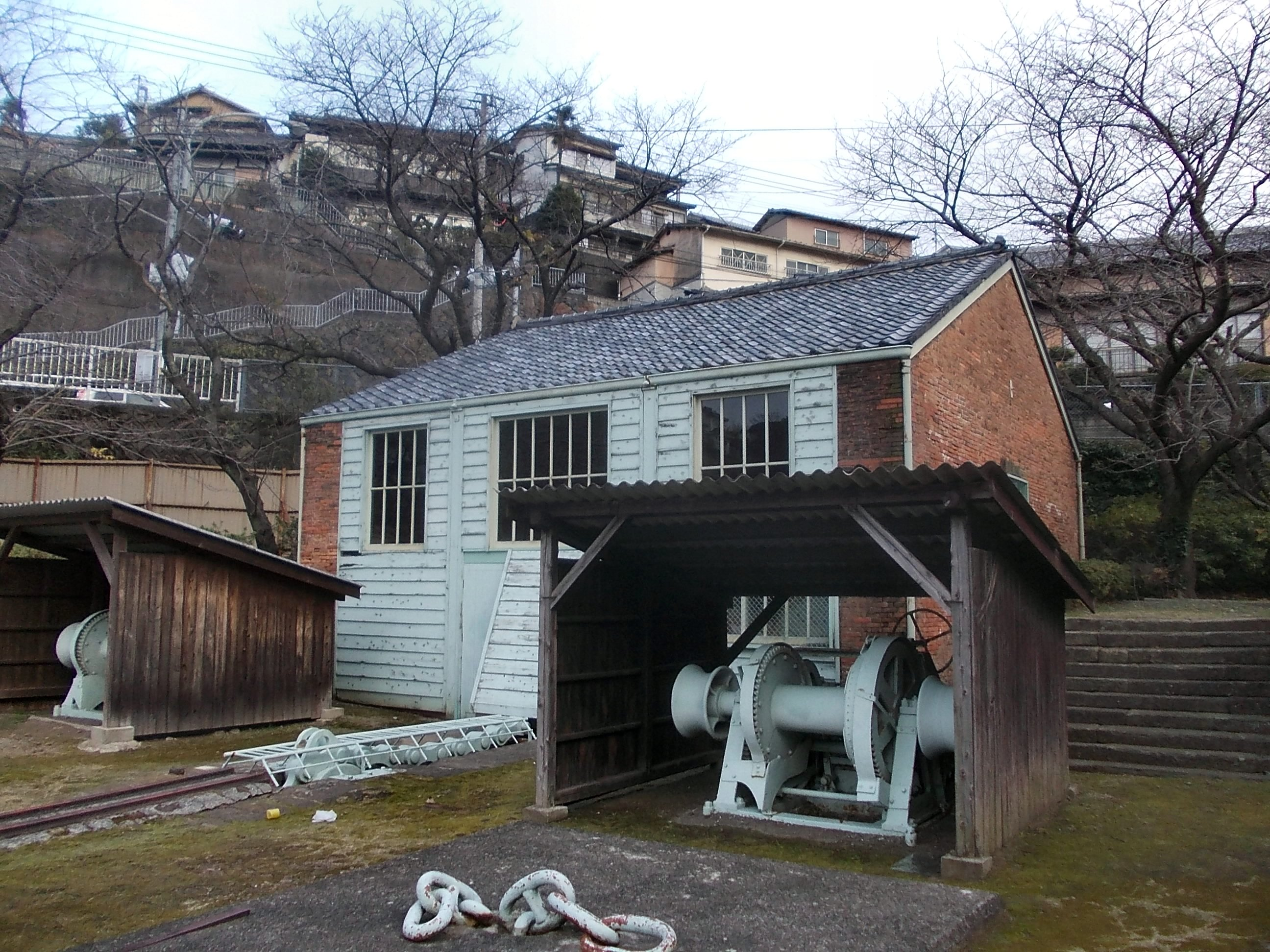
煉瓦造りの機械室

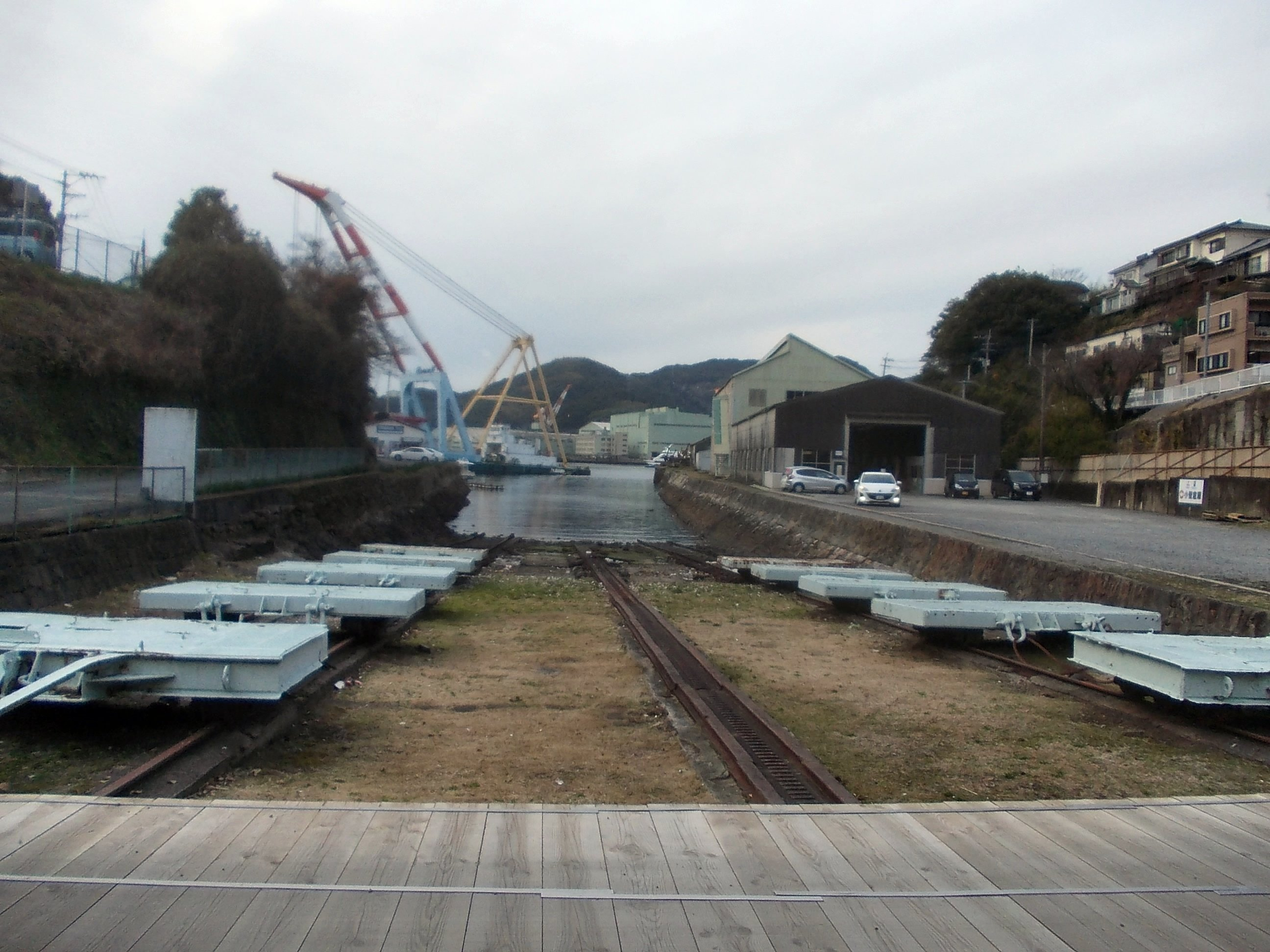
船台式ドック

小菅修船場跡（こすげしゅうせんばあと）は、長崎県長崎市小菅町にある国の史跡。船台式ドック、煉瓦造りの機械室、英国製巻上げ機などがらなる。遺構の外見からソロバンドックの名で親しまれている。

## 概要
1868年（明治元年）12月に完成した日本初の西洋式ドックである。薩摩藩の小松清廉や五代友厚、トーマス・グラバーらが計画して造られた。翌年、明治政府が買収し、長崎製鉄所の付属施設となる。所長は平野富二。1884年（明治17年）、三菱所有となり、現在の三菱重工業長崎造船所の礎となる。
1969年（昭和44年）に国の史跡に指定。2009年（平成21年）1月、「九州・山口の近代化産業遺産群」の一つとして世界遺産暫定リストに追加掲載され、2015年に「明治日本の産業革命遺産_製鉄・製鋼、造船、石炭産業」の構成資産として世界遺産に登録された。

## ドック入りの方法
現在主流の乾ドックとはドック入りの手順がちがう。
1. まず入り江の浅瀬から陸上まで敷いた軌条に乗せた船台を浅瀬内(海面下）へ移動させる。
2. 修理したい船舶を入り江まで回航し、海中の船台にのせる。
3. 陸上の巻き上げ機につながったロープを船舶に接続し、陸上まで引き揚げる。

こうして修理をおこなったあと、逆の手順で進水させるものであった。

## アクセス
- 長崎バス 小菅町下車すぐ